# Projekt 10412
Projekt 10412 je izvozna verzija ruskih ophodnih brodova iz klase Svetljak. Ova plovila su dizajnirana za obavljanje različitih zadataka, od ophodnih misija do sprečavanja kršenja pomorskih državnih granica kao i zaštita domaćih plovila i objekata od neprijateljskih zračnih i zemaljskih napada. Među zadaće Projekta 10412 ubrajaju se i nadgledanje ekskluzivnih ekonomskih zona kako bi se zaštitila područja bogata prirodnim resursima te obalne linije komunikacije.

## Naoružanje i oprema
- 1x AK-630 montirani top. Umjesto tog topa može se montirati AK-176M top na pramčanom dijelu.
- 2x mitraljeza kalibra 14,5 mm.
- 16x 9K38 Igla prijenosni protu-zračni sustav, model MANPADS.
- navigacijski radar FR-2150W.
- integrirani navigacijski sustav Gorizont-25.
- kompas GAGK1 Pastilščik-D.
- magnetski kompas KM-69M1.
- LEMM-2-2 elektromagnetski zapisnik s funkcijama dubinomjera.
- RN-1 pronalazač radio frekvencije.
- KPI-9F prijemnik / indikator na zemaljsko temeljenim radio-navigacijskim sustavima.
- NT-200D brodska satelitska navigacija.
- Buran-6E automatski komunikacijski sustav.

## Slovenska verzija
21. srpnja 2010. Slovenija je postala vlasnicom patrolnog broda Projekt 10412 iz klase Svetljak. Tog datuma je slovenska politička delegacija predvođena ministricom obrane Ljubicom Jelušič, posjetila brodogradilište Almaz u Sankt-Peterburgu. Rusija je Sloveniji dala ovaj brod u sklopu klirinškog duga, a brodu je dodijeljeno ime Triglav.
Ophodni brod je od srpnja do studenoga bio u brodogradilištu Almaz gdje je bio nadograđivan u skladu sa slovenskim potrebama i zahtjevima. Tijekom tog vremena slovenska posada je vršila vlastito osposobljavanja u teoretskom i praktičnom dijelu. Teoretski dio trajao je mjesec i pol dana te se odvijao u Pomorskoj akademiji obalne straže u mjestu Anapa na Crnom moru. Nakon toga je uslijedilo jednomjesečno osposobljavanje u praktičnom dijelu na brodu Triglav, u moru u blizini Sankt-Peterburga gdje je posada demonstrirala stečeno teorijsko znanje. Nakon toga, brod je 15. studenog isplovio iz ruske luke Novorosijsk na Crnom moru te preko Jadrana došao do koparske luke.
Ophodni brod pogone tri MTU dizelska motora, svaki pojedinačne snage 2.880 kW. Slovenski Triglav je naoružan s jednim Gatling topom AK-630, dva mitraljeza, protu-brodskim raketnim sustavom Šturm te raketama Igla i PK-10 za protu-zračnu i protu-raketnu zaštitu. Tu su i dva mitraljeza kalibra 14,5 mm.
Brod ima i dekompresijsku komoru za ronioce te može prenositi dva gumena čamca.

## Korisnici
- Rusija: Ruska mornarica.
- Vijetnam: Vijetnamrska mornarica.
- Slovenija: Slovenska mornarica.